# Władysław Bielecki
Władysław Bielecki (ur. 1896, zastrzelony w 1942 lub 1943 w Krakowie) – polski rzeźbiarz drzeworytnik, malarz i grafik.

## Życiorys
W czasie I wojny światowej walczył w 2 Pułku Ułanów Legionów Polskich, po 1918 wyjechał do Niemiec, gdzie studiował na monachijskiej Akademii Sztuk Pięknych. Po zakończeniu nauki powrócił do Krakowa, gdzie został nauczycielem rzeźby w Szkole Sztuk Pięknych. Był mistrzem drzeworytu i linorytu barwnego, twórcą wielu ekslibrisów, znaczący wpływ na jego twórczość mieli drzeworytnicy japońscy i krakowska szkoła pejzażu.
Tematem jego prac była architektura, pejzaże i zwierzęta, przy tworzeniu których stosował nowatorskie metody ukazujące w sposób eksperymentalny znaczenie naświetlenia.
W 1940 dobrowolnie ubiegał się o wpis na volkslistę za co Armia Krajowa wydała na niego wyrok śmierci, który został wykonany w 1942 lub w 1943.